# Catedral de Limoges
La Catedral de Limoges (en francés Saint-Étienne) es la principal iglesia de la ciudad de Limoges y la sede del obispado. Está situada en el corazón del barrio antiguo de la Cité.

## Historia
Su construcción comenzó en 1273 y no fue terminada hasta 1888, cuando se conectó el campanario de origen románico a la nave. La construcción comenzó por el coro característico del gótico radiante del siglo XIII, que fue añadido a la nave románica. Las obras se interrumpieron por primera vez en 1327 por falta de fondos. En 1378 la capilla de Saint-Martial una parte del transepto norte se levantaron y se reforzó el campanario románico. Unos años más tarde fue el turno del transepto sur. Tras la guerra de los Cien Años se edificaron los dos primeros tramos de la nave entre 1458 y 1499. Entre 1516 y 1541, Jean de Langeac hizo construir el transepto y el Pórtico de Saint-Jean, obra maestra lemosina del gótico flamígero. Pero de nuevo se interrumpió la construcción con la muerte del Obispo y los tres tramos de la nave que unen la iglesia al campanario de la catedral románica no se levantaron hasta finales del siglo XIX.
La catedral alberga dos obras renacentistas de una gran calidad: una tribuna entre la nave y el coro, realizada por encargo del obispo Jean de Langeac, así como la tumba de este obispo, sobre la cual están esculpidas escenas del Apocalipsis inspiradas en Durero.
Los muros de la cripta románica, cerrada al público, poseen bellos frescos que representan a Cristo en gloria. Algunas pinturas medievales todavía son visibles en algunas de las capillas laterales (repesentan en concreto ángeles músicos) pero la casi totalidad de tienen frescos del siglo XIX.
En 2005, la explosión de una bombona de gas en una obra pulverizó vidrieras del siglo XIX, dañando otros elementos anteriores y produciendo grietas en el edificio.

## Galería

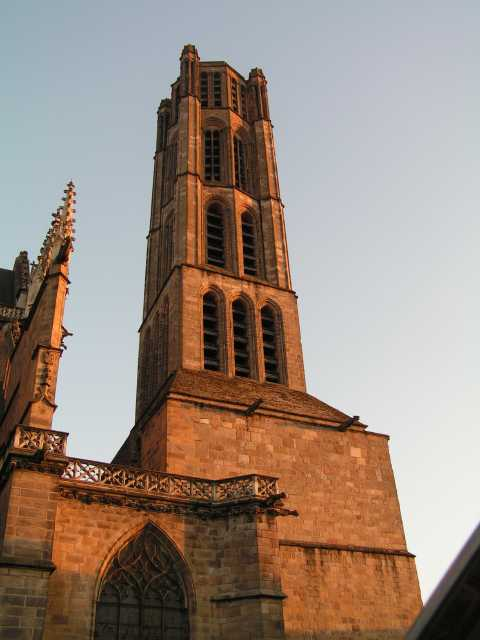
La catedral
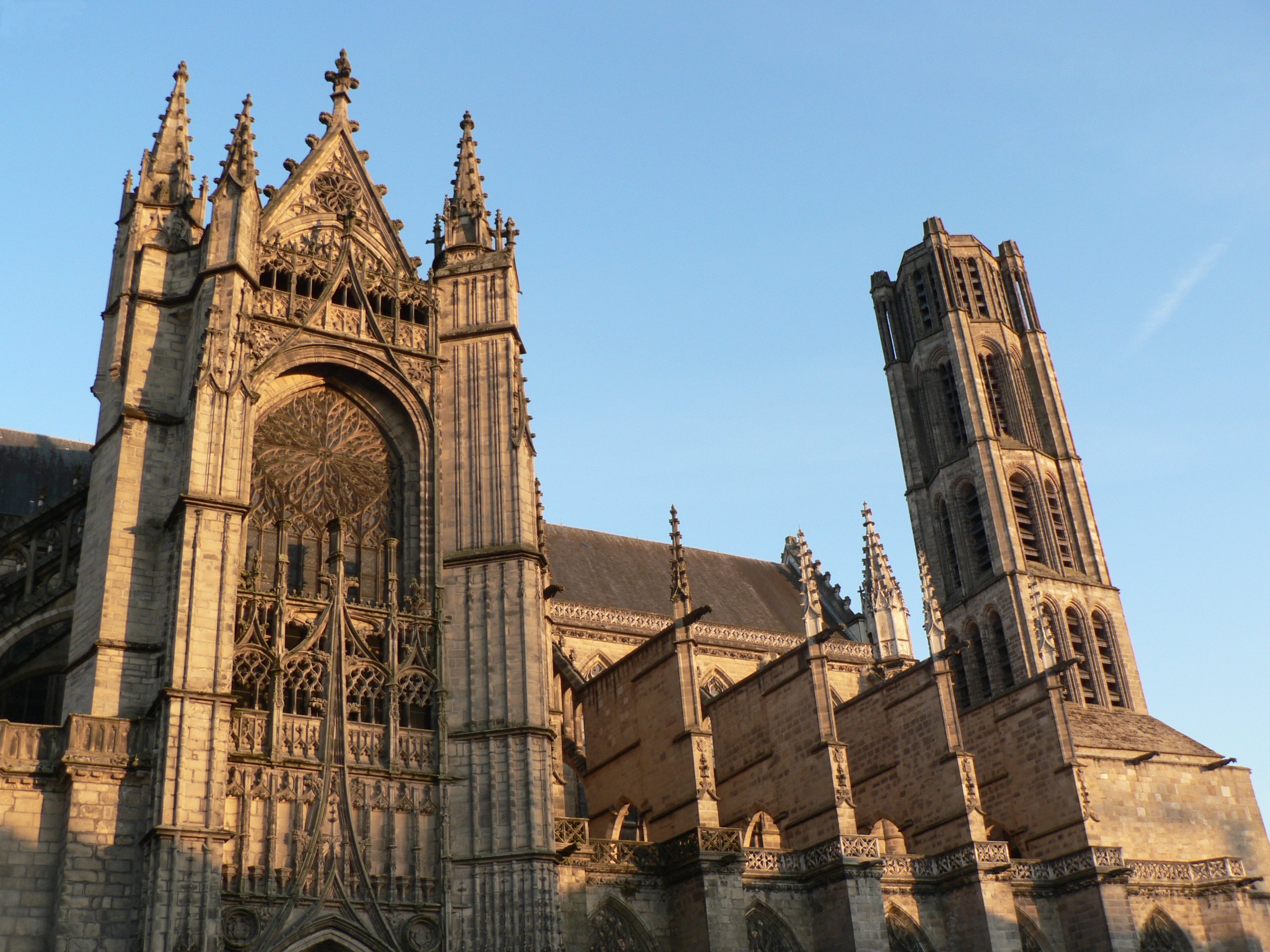
La catedral
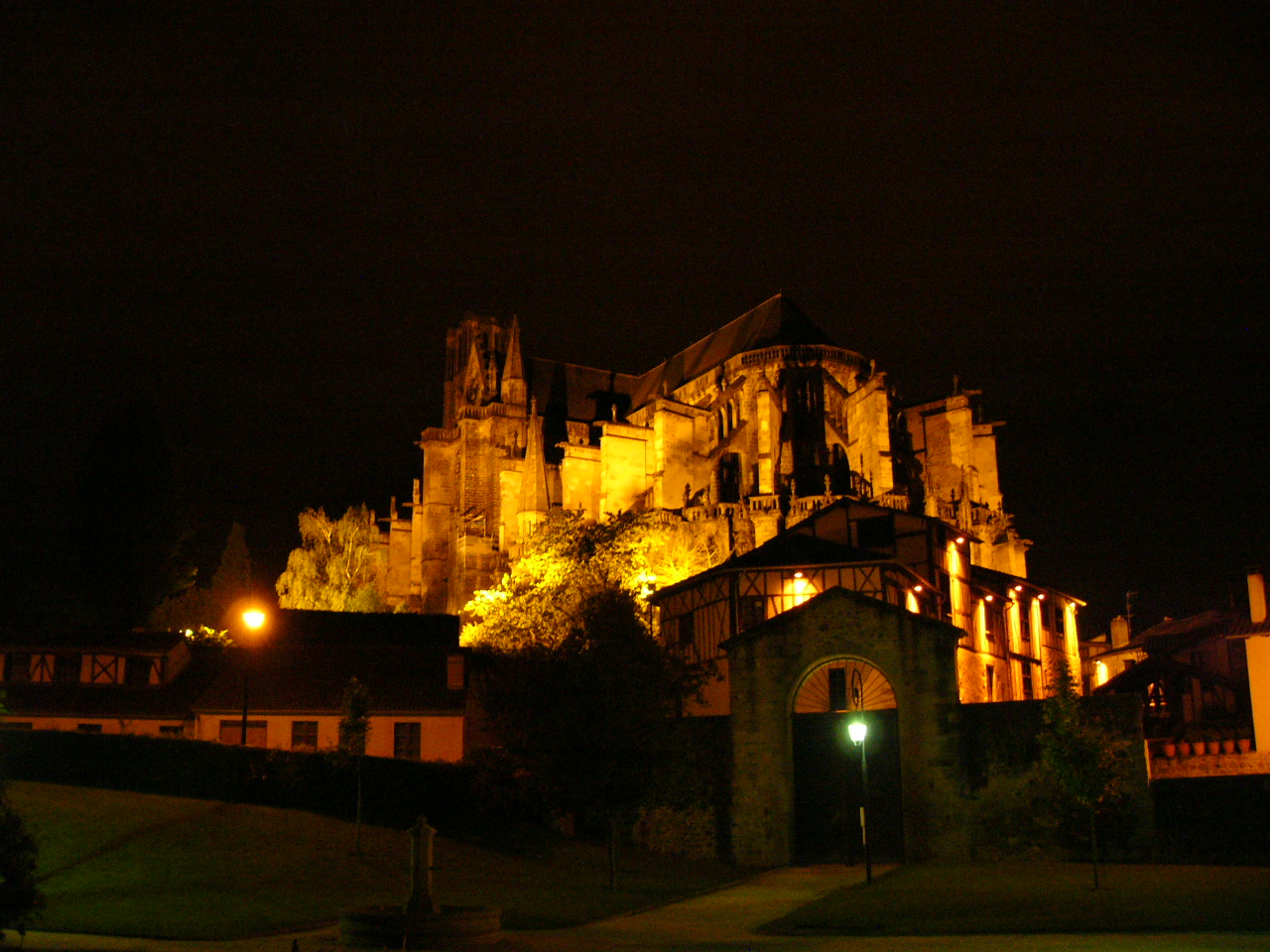
La catedral de noche
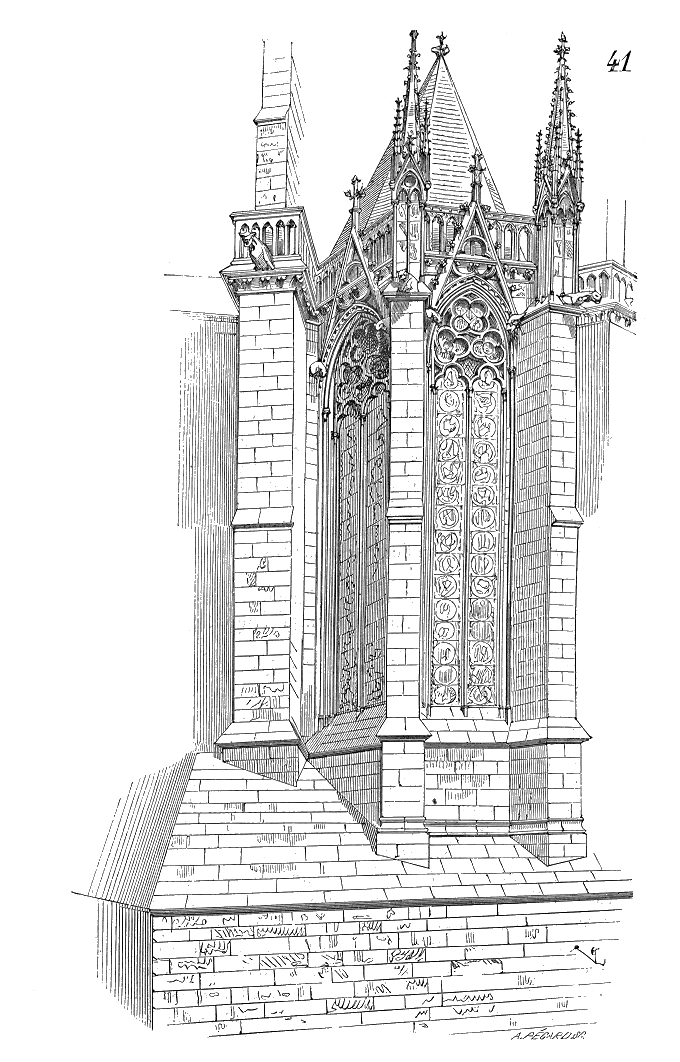
Croquis de la capilla del presbiterio
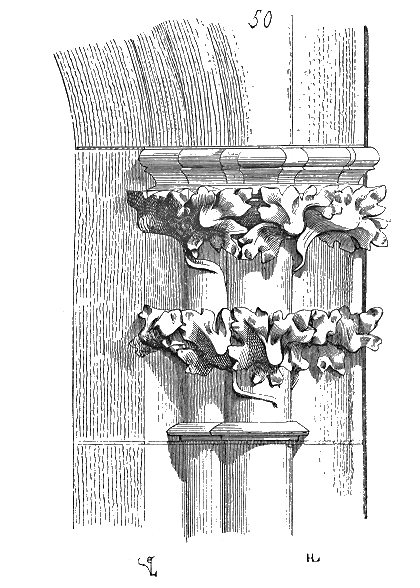
Croquis del capitel del triforo
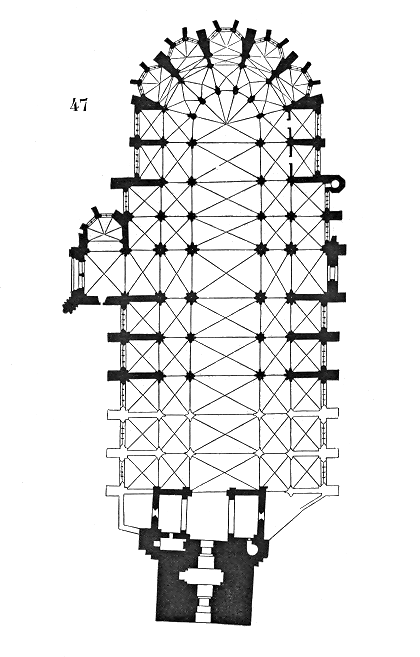
Plano de la catedral
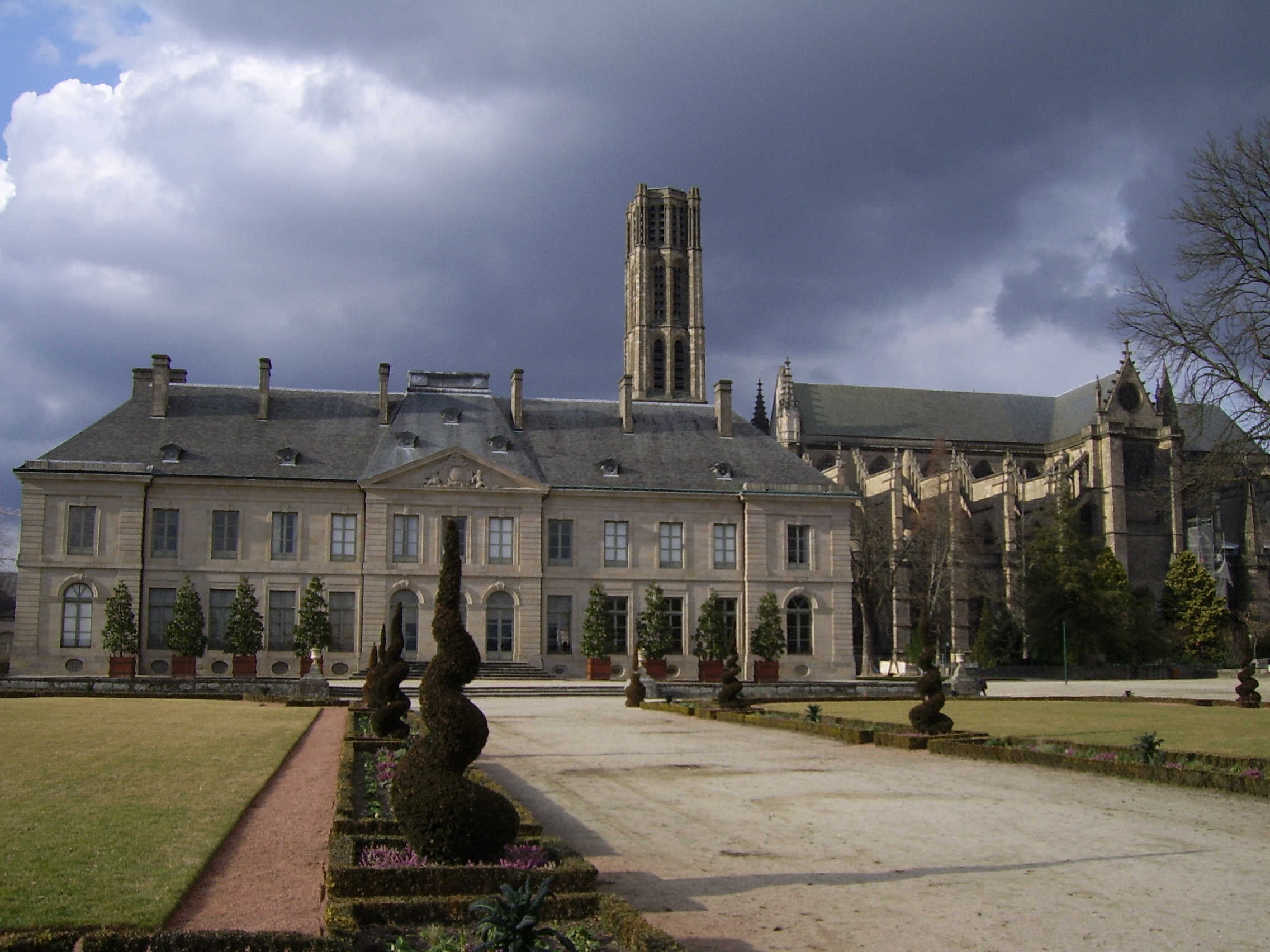
La catedral de San Esteban, el museo episcopal de Limoges y el jardín del obispado.
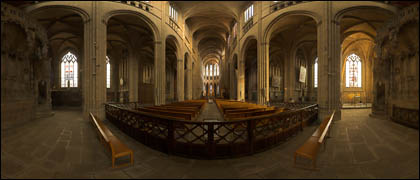
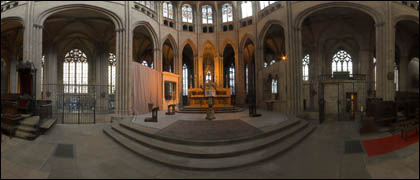